# Zo stil
Zo stil is een single uit 2012 van de Zeeuwse band BLØF. Het is niet afkomstig van een van hun reguliere studioalbums. Het is wel opgenomen in verzamelalbum Hier - Het beste van 20 jaar BLØF. Het nummer is een Nederlandstalige cover van het lied Still van de Duitse punkrockband Jupiter Jones uit 2011.
Het lied is gemaakt voor de voormalige drummer van de band, Chris Götte, die overleed in 2001 door een verkeersongeluk.

## Hitnotering

### Nederlandse Top 40
| Positie: | 29 | 27 | 25 | 17 | 20 | 24 | 26 | 24 | 25 | 33 | 34 | 36 | uit |

### NederlandseSingle Top 100
| Positie: | 15 | 32 | 33 | 14 | 25 | 41 | 34 | 37 | 37 | 54 | 77 | - | - | - | 44 | 89 | uit |

### NPO Radio 2 Top 2000
| Nummer met noteringen in de NPO Radio 2 Top 2000 | '12  | '13 | '14 | '15 | '16 | '17 | '18 | '19 | '20 | '21 | '22 | '23 | '24 |
| ------------------------------------------------ | ---- | --- | --- | --- | --- | --- | --- | --- | --- | --- | --- | --- | --- |
| Zo stil                                          | 1576 | 852 | 229 | 240 | 326 | 301 | 293 | 291 | 310 | 305 | 385 | 405 | 504 |

1. ↑  Een vetgedrukt getal geeft de hoogste notering aan.
2. ↑  2012 was het eerste jaar met een notering voor dit nummer.